# هایم اینس رایش
هایم اینس رایش (آلمانی: Heim ins Reich)(تلفظ آلمانی: [ˈhaɪm ʔɪns ˈʁaɪç] ()</img>؛ به معنای "بازگشت به خانه رایش ") سیاست خارجی بود که آدولف هیتلر قبل و در طول جنگ جهانی دوم، از سال ۱۹۳۸، دنبال کرد. هدف هیتلر از چنین ابتکاری متقاعد کردن تمام فولکس دویچه (آلمانی‌های نژادی) که در خارج از آلمان نازی (مثلاً در اتریش، چکسلواکی و نواحی غربی لهستان) زندگی می‌کردند، تلاش کنند تا این مناطق را به "خانه" به آلمان بزرگ بازگردانند. پس از فتح لهستان، مطابق با پیمان نازی و شوروی، از مناطقی که تحت کنترل آلمان نبودند، نقل مکان کنند. مانیفست هایم اینس رایش مناطقی که در ورسای به ایالت تازه متولد شده لهستان، سرزمین‌های مختلف مهاجرت، و همچنین مناطق دیگری که جمعیت‌های قومی آلمانی در آن سکونت داشتند، مانند Sudetenland، Danzig (گدانسک کنونی) و مناطق جنوب شرقی و شمال شرقی اروپا پس از ۶ اکتبر ۱۹۳۹ را هدف قرار داد.
اجرای این سیاست توسط VOMI (Hauptamt Volksdeutsche Mittelstelle یا "اداره اصلی رفاه برای آلمانی‌های قومی") مدیریت می‌شد. به عنوان یک آژانس دولتی NSDAP، تمام مسائل Volksdeutsche را مدیریت می‌کرد. در سال ۱۹۴۱، VOMI تحت کنترل SS بود.

## تاریخ
پایان جنگ جهانی اول در اروپا منجر به ظهور «مشکلات اقلیت» جدید در مناطق در حال فروپاشی امپراتوری آلمان و اتریش-مجارستان شد. در نتیجه کنفرانس صلح پاریس، ۱۹۱۹، بیش از ۹ میلیون آلمان‌نژادها خود را در لهستان، چکسلواکی، رومانی و یوگسلاوی تازه سازماندهی شده یافتند. برخلاف کشورهای مستقل جدید، آلمان ملزم به امضای معاهدات اقلیت نبود.
قبل از آنشلوس در سال ۱۹۳۸، یک فرستنده رادیویی قدرتمند در مونیخ اتریش را با تبلیغات در مورد کارهایی که هیتلر قبلاً برای آلمان انجام داده بود و کارهایی که او می‌توانست برای کشور مادری خود اتریش انجام می‌دهد را به‌صورت دائمی گزارش می‌کرد.
پس از آنشلوس با اتریش، آلمان با شعار «بازگشت به خانه به رایش» را در میان آلمانی‌های سودت را ترویج می‌داد. در طول بحران جمهوری چک، هیتلر از جشنواره ژیمناستیک و ورزش آلمان در برسلاو بازدید کرد. هنگامی که تیم سودتن از جایگاه VIP که هیتلر در آن حضور داشت رد شد، فریاد زدند: «به خانه، به رایش برگرد!».  یوزف گوبلز در دفتر خاطرات خود خاطرنشان کرد که "مردم فریاد می‌زدند، تشویق می‌کردند و گریه می‌کردند. پیشوا عمیقاً متأثر شد.»